# Urbek City Builder
Urbek City Builder ist ein Städtebau-Videospiel des chilenisch-polnischen Entwicklerstudios Estudios Kremlinois. Es nutzt Voxelgrafik und unterscheidet sich von anderen Städtebausimulationen insbesondere dadurch, dass der Fokus nicht auf wirtschaftlicher Entwicklung liegt, sondern die Ortschaften sich je nach Bereitstellung verschiedener Ressourcen selbstständig entwickeln. Insofern kann es auch als Puzzlespiel betrachtet werden.

## Spielprinzip
Der Spieler errichtet auf pseudozufällig generierten Karten Ortschaften, indem bedeutende Gebäude platziert werden, welche eine oder mehrere von über 30 Ressourcen wie Nahrung, Bildung und Energie produzieren. Im Gegenzug verbrauchen sie die Ressource Arbeit (sowie ggf. weitere Ressourcen), welche durch Bevölkerung zur Verfügung gestellt wird. Bevölkerung siedelt sich in ausgewiesenen Gebieten an, doch eine höhere Bevölkerungsdichte sowie besonders qualifizierte Bewohner erfordern die Bereitstellung von Ressourcen wie Erholung (z. B. durch Parks) oder Waren (z. B. durch Bauernmärkte oder Tankstellen).
Übliche Elemente des Genres wie Verkehrsführung, öffentliche Infrastruktur wie Abfallbeseitigung oder Wasserversorgung sowie öffentliche Dienstleistungen wie Polizei, Feuerwehr und medizinische Versorgung spielen nur insofern eine Rolle, dass sie ihrerseits Ressourcen verbrauchen und produzieren. Eine komplexe Verkehrssimulation wie beispielsweise in Cities: Skylines gibt es jedoch nicht.
Die verschiedene Nutzungsformen stehen häufig in Konkurrenz miteinander:
- Eine Holzfällerhütte benötigt Wald, aber auch Arbeit, für welche Wohngebiete ausgewiesen werden müssen, die dadurch gerodet werden.
- Wassermühlen erzeugen viel Energie, benötigen aber Wasserflächen, auf welchen keine Abnehmer errichtet werden können.
- Getreidesilos stellen große Mengen Nahrung bereit, machen ihre Umgebung durch Lärm allerdings unattraktiv für die Bevölkerung.
- Bauernmärkte verbrauchen kaum Arbeit und bieten Waren und Erholung, müssen aber nah genug an Bauernhöfen errichtet werden, dass potenzielle Felder weichen müssen.

Es gibt auch viele Synergieeffekte, die jedoch oft nicht sofort genutzt werden können:
- Wohngebäude in der Nähe von Piers haben eine etwas höhere Bevölkerungsdichte und erzeugen gleichzeitig Nahrung, womit Märkte in Wohnvierteln beliefert werden können.
- Parks und Gastronomie verschönern ihre Umgebung, sodass die Bevölkerungsdichte steigt, wodurch Flächen für andere Zwecke umgenutzt werden können.
- Felder zählen als Grünflächen, sodass in Lücken zwischen landwirtschaftlicher Nutzung noble Villen entstehen, die Reichtum erzeugen.

Nach erreichen gewisser Meilensteine werden neue Gebäude verfügbar, die Ressourcen effizienter herstellen, bessere Synergien haben oder gänzlich neue Spielmechaniken freischalten. Durch diese stets komplexer werdenden Ressourcenketten befindet sich der Spieler in einer anhaltenden Spirale möglicher Verbesserungen, welche ihrerseits neue Spielelemente eröffnen.
Orte können in den 6 Biomen Archipel, Gebirge, Gemäßigte Klimazone, Ruine, Valdivianischer Regenwald und Wüste errichtet werden. Je nach Biom sind verschiedene Bodennutzungen besser oder schlechter möglich und Ressourcen reichlich vorhanden oder rar.
Das Spiel stellt keine Art der Entwicklung als besser oder schlechter dar. Für dichtbesiedelte Städte gibt es ähnlich viele Entwicklungspfade wie für landwirtschaftlich geprägte Dörfer oder pittoreske Kleinstädte. Durch Konzentration auf verschiedene Ressourcen, können auf der gleichen Karte vollkommen unterschiedliche Ortschaften errichtet werden. Es ist praktisch unmöglich alle Spielelemente in einer Stadt umzusetzen, da nicht genug Raum für die notwendige Spezialisierung bleibt.

## Konzept & Entwicklung
Laut Entwickler Bruno Karelovic wurde Urbek City Builder von Spielen wie Sim City 2000, They Are Billions und Islanders inspiriert. Die Entwicklung wurde von der Covid-19-Pandemie vorangetrieben, da Karelovic seine vorherigen Anstellung aufgeben musste und sich stattdessen voll auf die Entwicklung von Urbek konzentrierte. Der Urbanismus des Spiels sei zudem eher von ostasiatischen und südamerikanischen Städten geprägt, als den europäische und nordamerikanischen Städten, die man in anderen Spielen des Genres antreffe.
Im März 2023 wurde der DLC Defend the City veröffentlicht, welcher es ermöglicht militärische Einrichtungen zu bauen, um die Ortschaft gegen Angriffe von außen zu verteidigen. Außerdem wurde das neue Biom Gebirge hinzugefügt. Im Januar 2024 erschien der DLC Trains, welcher Eisenbahnen als neues Transportmittel einführte, die Synergieeffekte auch über größere Distanzen ermöglichen.
Das Spiel wurde in der Unity Engine entwickelt. Die Grafikmodelle wurden mit MagicaVoxel erstellt.

## Rezeption
Das Spiel wurde für seine Herangehensweise an den Städtebau gelobt, welcher eine natürliche Entwicklung auf Basis der verfügbaren Ressourcen simuliert. Hinsichtlich dieses Puzzle-Charakters wurde es mit Concrete Jungle und NewCity vergleichen.
Die Voxelgrafik wurde vielfach positiv hervorgehoben und mit Minecraft verglichen. Insbesondere die Möglichkeit die Ortschaften aus der Perspektive eines Fußgängers zu erkunden wurde als charmant empfunden. Das textbasierte Tutorial führe behutsame in die Spielmechaniken ein, wurde aber auch dafür kritisiert nicht gut zum allgemeinen Spielablauf zu passen. Die Komplexität der miteinander verzahnten Systeme führe außerdem hin und wieder zu Sackgassen, da eine Fortentwicklung nur durch aufwändige Umgestaltung der Ortschaft möglich sei. Insbesondere werden die Informationen zu den vielschichtigen Systemen nicht übersichtlich genug dargestellt. Andererseits erlaube die Granularität der Einflussfaktoren eine natürlich wirkende Entwicklung, die ihresgleichen suche.
Die Steuerung der XBox-Version wurde als vorbildlich für Titel dieses Genres auf Konsolen beschrieben.